# Famille de Commarque
Pour les articles homonymes, voir Commarque.
La famille de Commarque est une famille subsistante de la noblesse française, d'extraction médiévale (1317), originaire du Périgord.

## Histoire

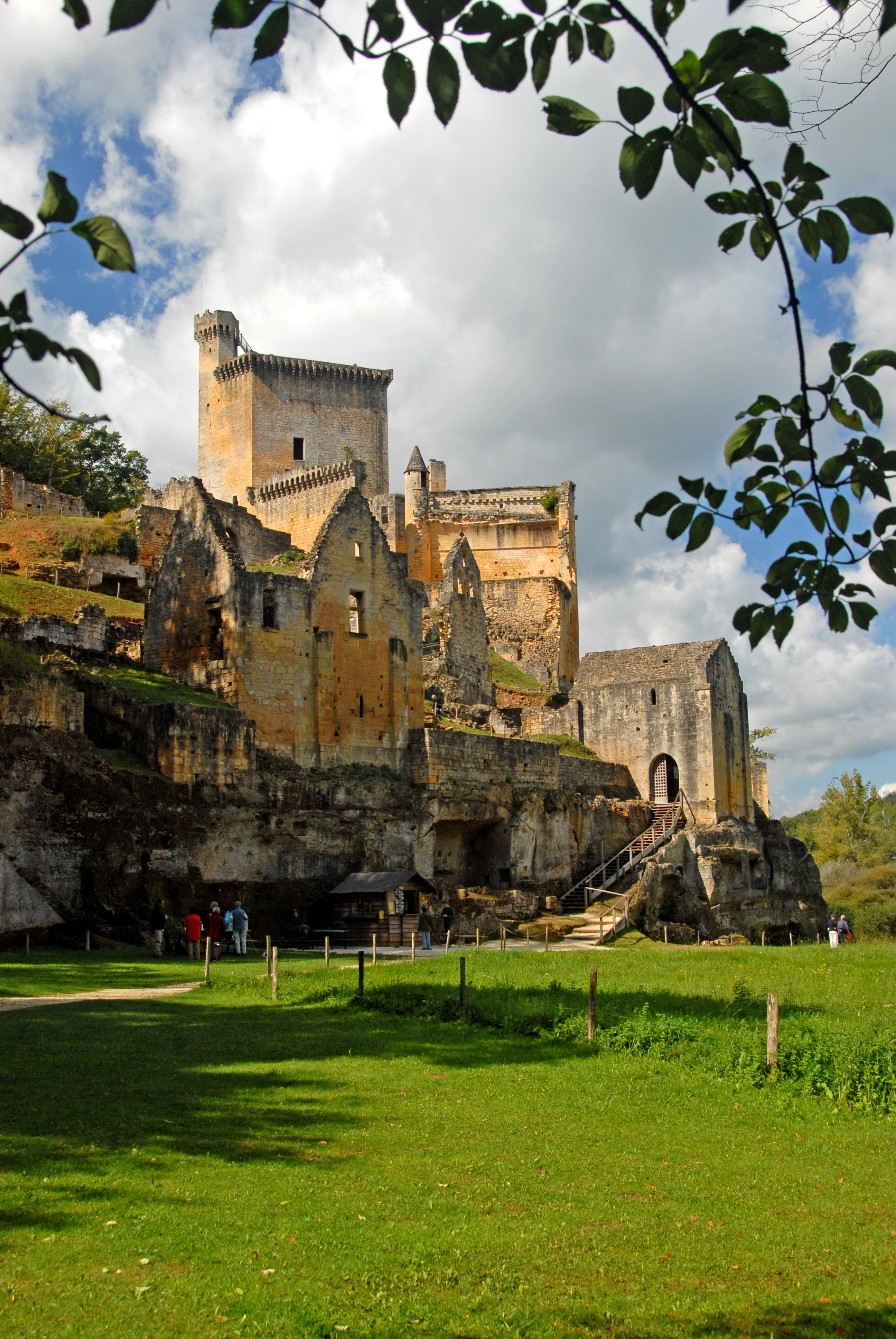
Le château de Commarque

Gontran du Mas des Bourboux dans L'ancienne noblesse du Périgord subsistant en Dordogne (2001) actualise l'histoire de cette famille au regard de ce qu'écrit Gustave Chaix d'Est-Ange en 1912. Il indique que des porteur du nom Comarque ou Commarque, dont l'étymologie signifierait commis à la garde de lieux frontières, sont cités dans le Sarladais dès le XIIe siècle et que la filiation de la famille actuelle de Commarque débute entre la fin du XIIIe siècle et le début du XIVe siècle. 
Garin de Comarque est abbé de Sarlat en 1169, Hélie de Comarque est abbé de Tourtoirac en 1154 et Géraud de Comarque, chevalier, est cité dans une donation de 1250 ou 1260.
La famille de Commarque a une filiation suivie qui remonte à Aimery de Comarque, damoiseau, qui vivait en 1317 et fut le père de Raoul de Comarque qui continua la descendance.
La famille de Comarque habitait un logis noble vers l'entrée du château de Commarque séparé par un fossé du logis seigneurial habité par la famille de Beynac, seigneurs du lieu. Gontran du Mas des Bourboux qualifie de chevaliers de forteresses les membres de ce type de famille noble qui sont au service de seigneurs châtelains.
La famille de Commarque est maintenue noble par jugement du 19 avril 1667 de M. de Montozon, subdélégué en Périgord de Pellot, intendant de Bordeaux.
Hubert de Commarque a acheté en 1968 les ruines abandonnées du château de Commarque qui a fait l'objet de plusieurs campagnes de restauration et est ouvert au public depuis 2000.[réf. nécessaire]

## Personnalités
- Bascoul, ou Vascon, de Comarque, dit le capitaine Bascoul, écuyer, seigneur de Pech Godou et Sigognac (paroisse de Molières), qui teste en 1551, commanda une des 8 compagnies de gentilshommes à pied, qui formaient l'avant-garde de l'armée du roi en Italie, lorsqu'elle s'avança vers les Alpes[3].
- Annet de Comarque, écuyer, seigneur de Pech Godou, homme d'arme de la compagnie du baron de Biron. Il reçoit en décembre 1577 une commission de Henri de Navarre pour s'emparer du fort de saint-Avit. En 1610, il rendit hommage au roi pour la terre de Sigognac[3],[4].
- Paul de Comarque, gentilhomme[5], dit  « Pechgaudon », lieutenant d'une compagnie de gens de pied sous la charge du capitaine La Morelie, dans le régiment de Champagne[6] et officier du duc de Bouillon. Après sa participation en 1605 à la conjuration du duc de Bouillon il est fait prisonnier, condamné aux « Grands Jours » de Limoges, il est décapité en place publique à Limoges le 16 décembre 1605[7], portant au cou un écriteau avec ces mots : « Traître au Roi et à l'État »[8].
- Bernard de Comarque, sieur de Beyssac, « frondeur, épouse Charlotte d'Abzac[9], représentatif du brigandage nobiliaire en Périgord »[10]. Poursuivi en justice par Catherine de Bonnefoux pour meurtre commis avec guet-apens sur la personne de Jean de Ladicudye sieur de Nauval, son époux. Il est condamné, avec son valet Guillaume Mandran et un tisserand, Raymond Buguat, à être brisé sur la roue, ainsi qu'à 4000 livres d'amende et à 300 livres « pour faire prier Dieu pour l'âme du défunt ». Cependant, Commarque ne se rend pas et se barricade dans son château. La maréchaussée est dépêchée et le château est assiégé[11]. Commarque est abattu et son château démantelé[12].
- Guillaume de Comarque, gentilhomme de la chambre du roi de Pologne à la fin du XVIIIe siècle.
- Jean de Commarque, officier, et Joseph de Commarque, ancien gendarme de la garde du roi sont émigrés en 1791.[réf. nécessaire]
- Hubert-Joseph de Comarque, engagé dès 1795 dans la chouannerie, est fusillé en 1800 avec Louis de Frotté.[réf. nécessaire]
- Gérard de Commarque (1903-1944), maire d'Urval[13], résistant[14],[15],[16], meurt au camp de concentration de Buchenwald[17],[18]. Son fils aîné, Godefroy de Commarque (né en 1938), époux de Véra de Witt (fille de Serge de Witt et Marie-Clotilde Bonaparte), est l'actuel chef de famille. Son autre fils, Hubert de Commarque, a acheté en 1968 le château de Commarque qu'il a restauré, puis après lui, ses enfants Jean et Aude.[réf. nécessaire]

## Possessions
Cette famille a possédé les fiefs de Pechgaudon, Sigognac, La Barde, Molières, et Legonhac.

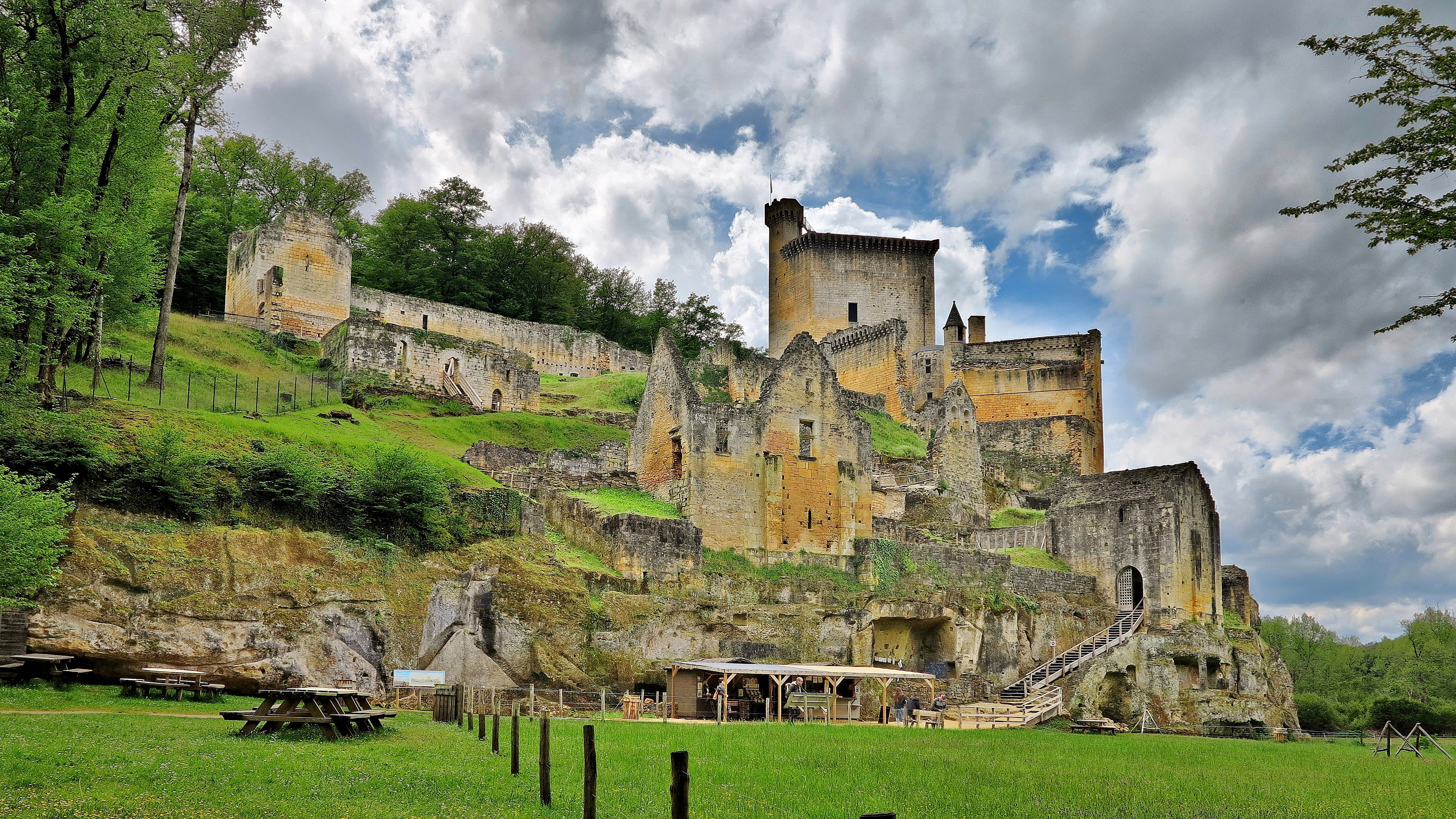
Château de Commarque
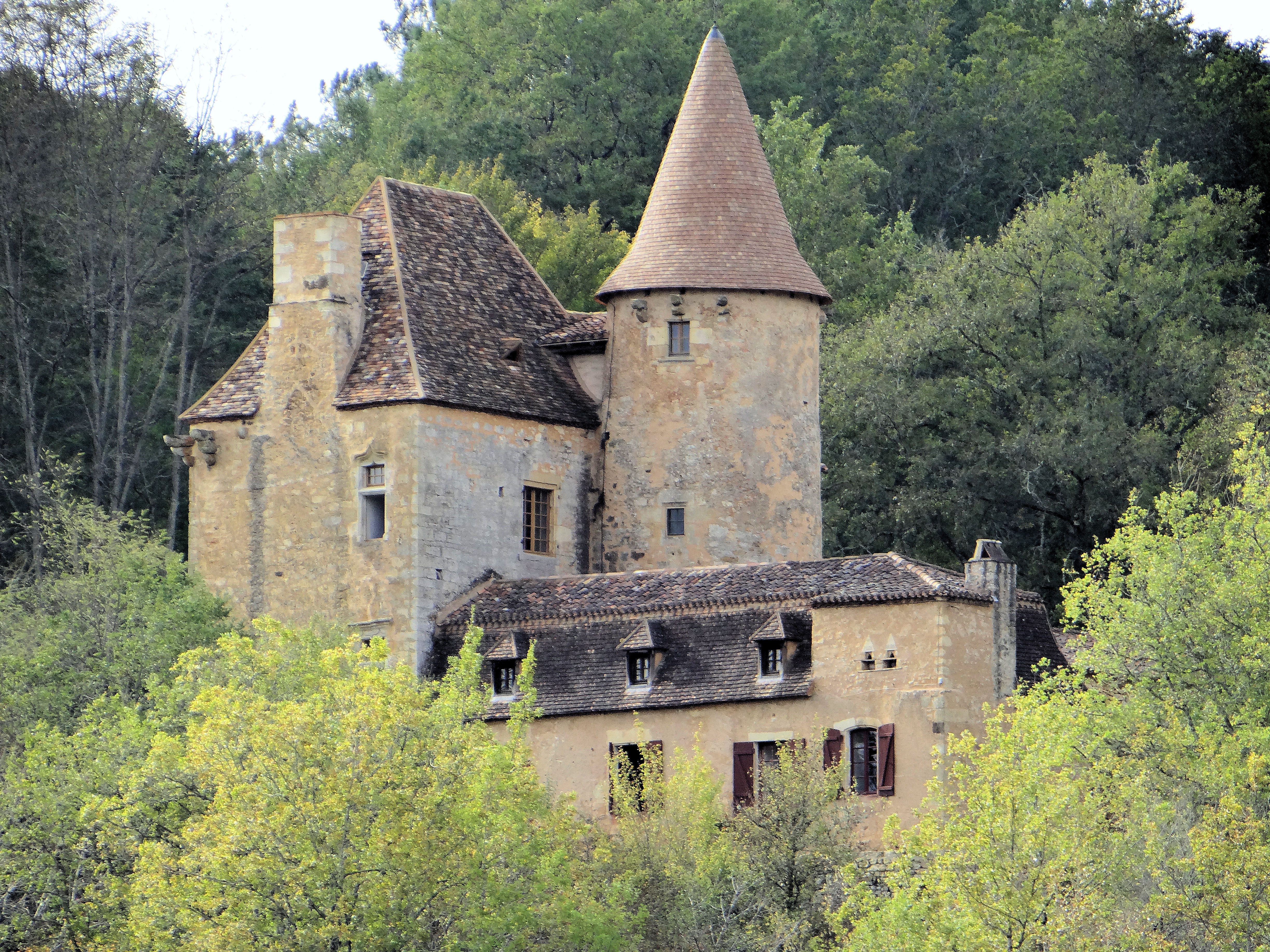
Manoir de Pech Godou (sur la commune de Belvès)
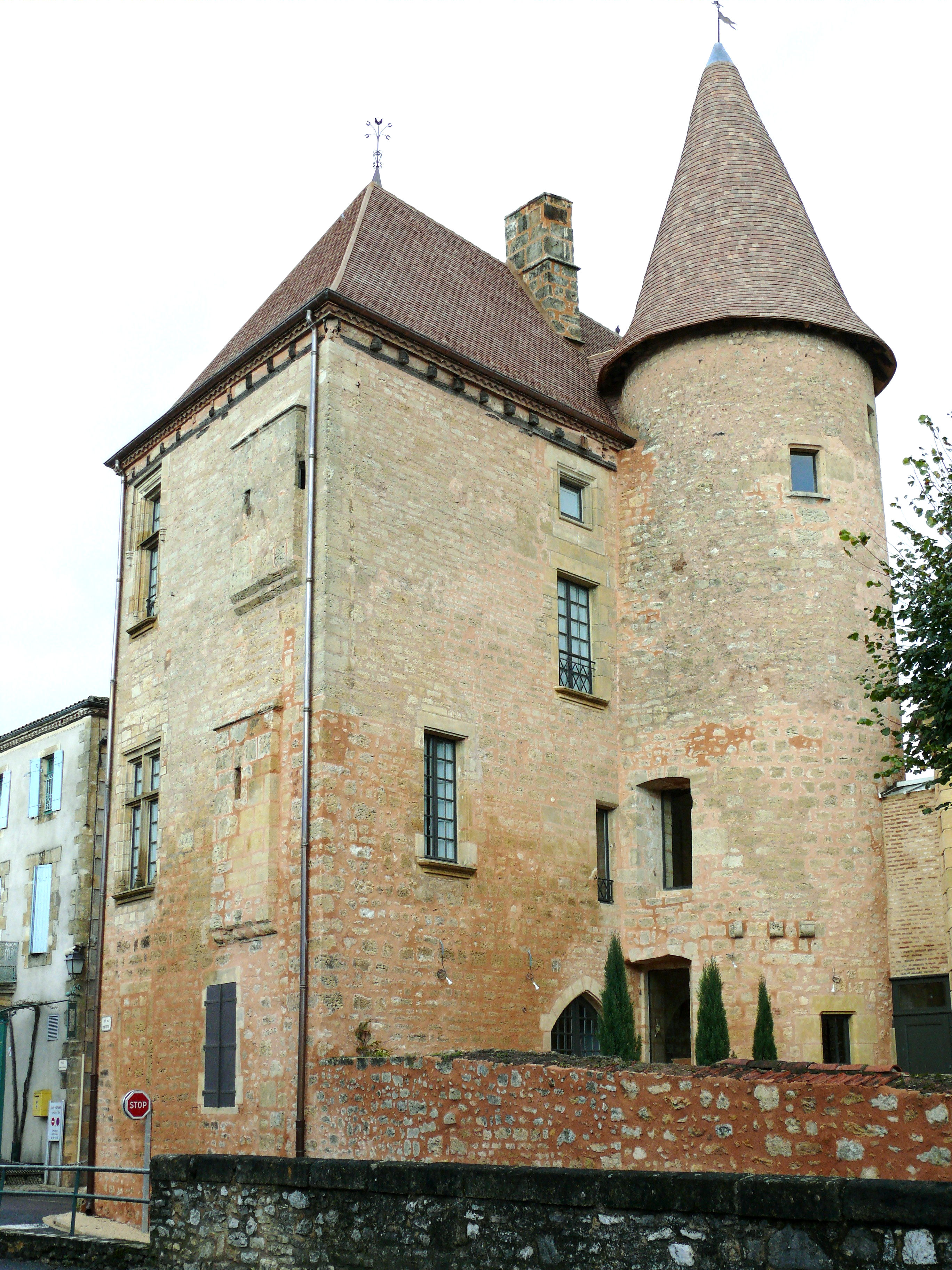
Château de Belvès (anciennement hôtel de Commarque, commune de Belvès)
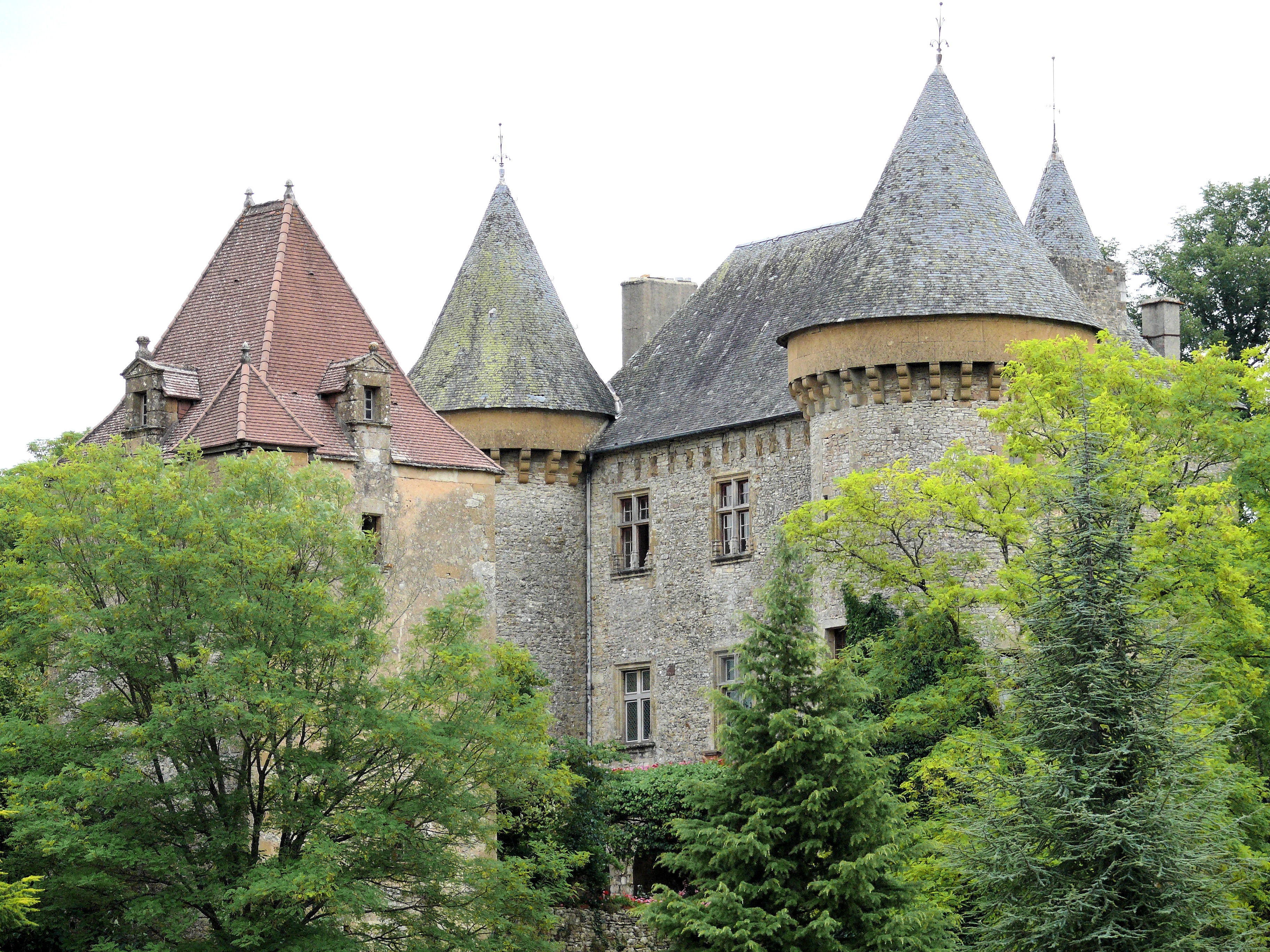
Château de Montcléra
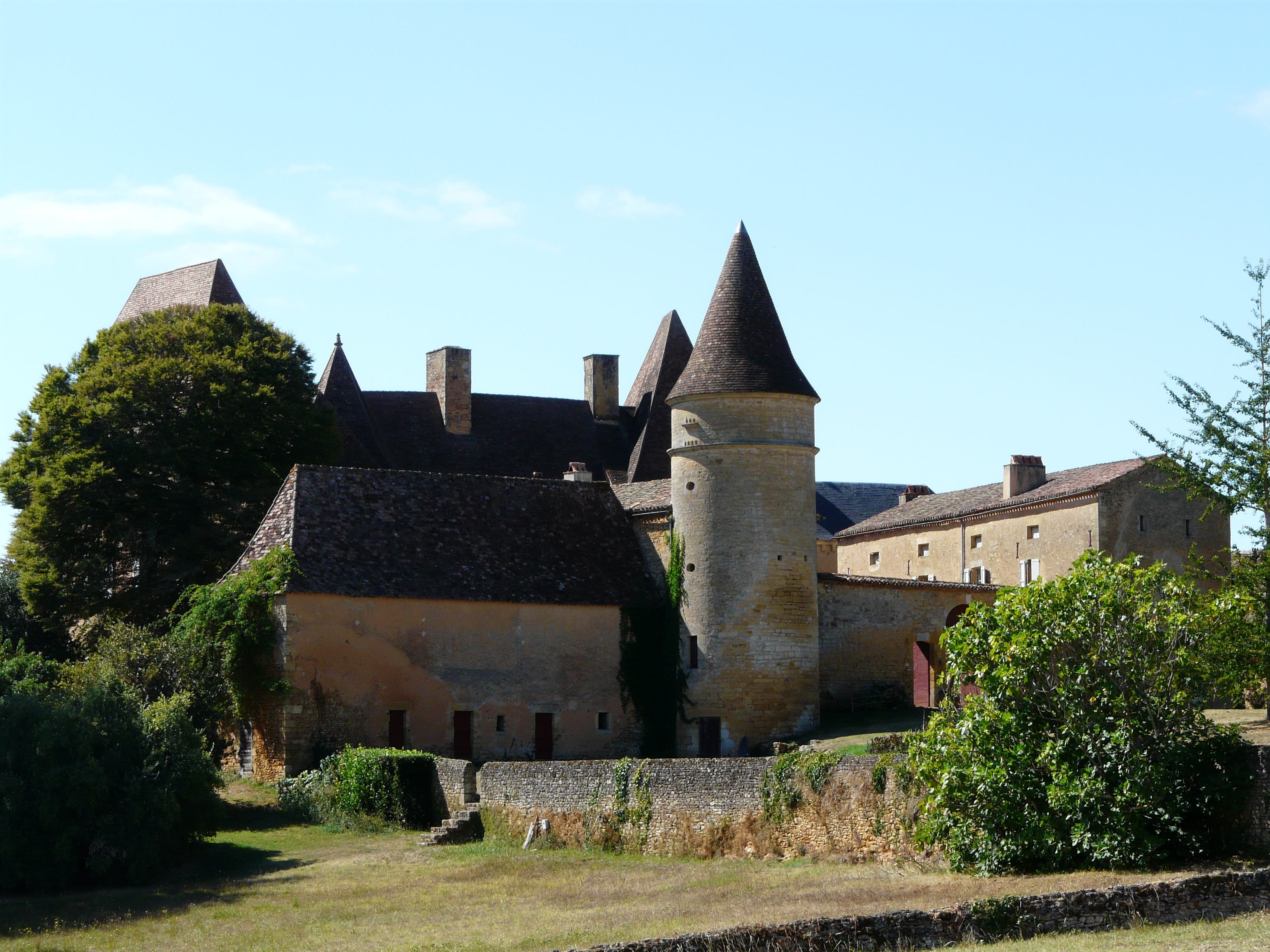
Château de la Bourlie

## Armes, titres
- Armes : D'azur à une arche d'alliance d'argent (quelquefois supportant deux têtes de chérubins du même) surmontée de deux étoiles d'or[2]
- Couronne : de marquis[2]
- Support : deux lions[2]
- Devise : Cum arcâ[2]

La famille de Commarque n'est pas titrée, mais porte un titre de courtoisie de marquis.

## Alliances
Les principales alliances de la famille de Commarque sont : de Larmandie (1459), de Carbonnières (1468), d'Abzac (1500 et 1661), du Pouget de Nadaillac (1514), de Grossoles, de Carrière de Montvert (1530), de Laurière (1532), de Beaupoil de Sainte-Aulaire (1567), d'Abzac, de Bosredon (1625), de Vassal (1634), de Montesquiou de Sainte-Colombe (1643), de Gervain (1645), de Cugnac de Sénailhac, de Clermont-Toucheboeuf (1679), de Lart (1685), de Roquefeuil[Laquelle ?] (1687), de Saint-Exupéry (1712), de Foucauld de Lardimalie (1740), de Montalembert (1806), de Cours (1891), de Sevin (1899), d'Espouy (1910), de Witt et Bonaparte (1966), zu Hohenlohe Langenburg (1998), Visconti di Modrone (2010), etc.